# (14313) Dodaira
(14313) Dodaira (1976 UZ7) – planetoida z grupy pasa głównego asteroid okrążająca Słońce w ciągu 5,19 lat w średniej odległości 3 j.a. Odkryta 22 października 1976 roku.